# Aleksiej Nikitin
Aleksiej Maksimowicz Nikitin (ros. Алексе́й Макси́мович Ники́тин, ur. 12 lutego 1876 w Niżnym Nowogrodzie, zm. 14 kwietnia 1939) – rosyjski prawnik i polityk, minister poczt i telegrafów Republiki Rosyjskiej (1917), minister spraw wewnętrznych Republiki Rosyjskiej (1917).

## Życiorys
Ukończył studia na Wydziale Prawnym Uniwersytetu Moskiewskiego, 1899 wstąpił do SDPRR, po rozłamie w partii mienszewik, 1917 przewodniczący Moskiewskiego Komitetu Wojskowo-Rewolucyjnego, od 13 do 18 marca 1917 przewodniczący Komitetu Wykonawczego Moskiewskiej Rady Miejskiej (deputatów robotniczych). Od 18 marca do 24 kwietnia 1917 naczelnik milicji miasta Moskwy, od 24 kwietnia 1917 członek Prezydium Komitetu Wykonawczego Rady Miejskiej Moskwy, od 8 lipca 1917 zastępca przewodniczącego Moskiewskiej Dumy Miejskiej, od 6 sierpnia do 8 listopada 1917 minister poczt i telegrafów Republiki Rosyjskiej. Od 14 września 1917 członek Dyrektorii, od 8 października do 8 listopada 1917 minister spraw wewnętrznych Republiki Rosyjskiej, od 18 października 1917 członek Obrad Specjalnych ds. Oswobodzenia Piotrogrodu, 8 listopada 1917 na 4 dni aresztowany przez bolszewików po zajęciu przez nich Pałacu Zimowego.
2 grudnia 1917 ponownie aresztowany i wysłany pod nadzór Komitetu Wykonawczego Rady Kronsztadzkiej, po zwolnieniu od stycznia 1918 do maja 1920 przebywał w Rostowie nad Donem, w maju 1920 ponownie aresztowany, następnie skazany na śmierć, karę zamieniono na 15 lat pozbawienia wolności, 1921 został ułaskawiony. Pracował w Moskwie, 11 sierpnia 1930 aresztowany, 13 grudnia 1930 zwolniony, 14 marca 1938 ponownie aresztowany, 14 kwietnia 1939 skazany na śmierć przez Kolegium Wojskowe Sądu Najwyższego ZSRR "za przynależność do kontrrewolucyjnej organizacji terrorystycznej" i rozstrzelany. 23 maja 1991 pośmiertnie zrehabilitowany.